# Jean-Gaspard Dubois-Fontanelle
Pour les articles homonymes, voir Dubois et Fontanelle (homonymie).
Jean-Gaspard Dubois-Fontanelle, né le 29 octobre 1737 à Grenoble, où il est mort le 15 février 1812, est un journaliste, homme de lettres, auteur dramatique et traducteur français.

## Biographie
Venu à Paris où il trouve un protecteur en la personne de son compatriote l'abbé de Mably, il collabore à L'Année littéraire, à la Gazette des Deux-Ponts, à la Gazette de France et au service politique du Mercure de France. En 1762 et 1763, il donne au Théâtre-Français deux comédies qui n'ont aucun succès. Il publie alors des ouvrages de commande : contes, traductions, opuscules philosophiques. Le nom de Dubois-Fontanelle sort de l'obscurité lorsqu'une autre de ses pièces, Éricie, ou la Vestale, tombe sous les ciseaux de la censure. Imprimée clandestinement, la pièce est représentée à Lyon en 1768, avec pour résultat la condamnation de trois malheureux colporteurs aux galères. Sa dernière pièce, Loredan, est censurée lors de sa première représentation à la Comédie-Française en 1776. Il est l'éditeur et, sans doute, en totalité ou en partie l'auteur, du récit d'un naufrage relaté par le capitaine Pierre Viaud en 1770.
Lorsque survient la Révolution, Dubois-Fontanelle s'en retourne prudemment dans sa ville natale, où il devient professeur de belles-lettres à l'école centrale de l'Isère à partir de 1796. Il a Stendhal comme élève, celui-ci en parle dans Vie de Henry Brulard. Il est professeur d'histoire à l'Académie de Grenoble à partir de 1804.

## Publications
- Le Connaisseur, comédie en un acte et en vers (1762)
- Le Bon Mari, comédie en un acte et en vers (1763)
- Pierre le Grand, tragédie (1765)
- Aventures philosophiques (1766)
- Les Effets des passions ou Mémoires de M. de Floricourt (3 volumes, 1768)
- Éricie, ou la Vestale, drame en 3 actes en vers (1768)
- Naufrage et aventures de M. Pierre Viaud, natif de Bordeaux, capitaine de navire, histoire véritable, vérifiée sur l'attestation de M. Sevettenham, commandant du fort St. Marc des Appalaches (1770) Texte en ligne
- Anecdotes africaines, depuis l'origine ou la découverte des différents royaumes qui composent l'Afrique jusqu'à nos jours (1775) Texte en ligne
- Loredan, drame en quatre actes, en vers, Paris, Comédie-Française, 19 février 1776
- Nouveaux mélanges sur différents sujets, contenant des essais dramatiques, philosophiques et littéraires (1781)
- Théâtre et œuvres philosophiques, égayés de contes nouveaux dans plus d'un genre (1785)
- Cours de belles-lettres (4 volumes, 1813)

Traductions
- Ovide : Métamorphoses (2 volumes, 1767)
- Agnès Maria Bennett : Anna, ou l’Héritière galloise (4 volumes, 1775)
- Elizabeth Helme : Clara et Emmeline  (1788)
- Elias Habesci : État actuel de l'Empire ottoman (2 volumes, 1798)